# 戴维·贝尔
戴维·贝尔（英語：David Bell，1955年3月11日—），澳大利亚男子曲棍球运动员。他曾代表澳大利亚国家队参加1976年和1984年夏季奥林匹克运动会曲棍球比赛，其中1976年奥运会获得一枚银牌。